# Exatlon România (sezonul 3)
Exatlon România (sezonul 3) este al treilea sezon al reality show-ului Exatlon România, care a debutat pe 12 ianuarie 2019 și s-a încheiat pe 9 iunie 2019. Înscrierile pentru acest sezon au luat startul pe 14 decembrie 2018 și s-au făcut pe site-ul web al emisiunii. Fiecare cetățean român care a împlinit vârsta de 18 ani a putut participa la casting.
Precum sezoanele precedente, și acesta a debutat cu 20 de persoane, atât vedete, cât și oameni de rând, împărțiți în două echipe reprezentative fiecăruia: „Faimoșii” (vedetele) și „Războinicii” (oamenii de rând), iar filmările au loc în orașul Las Terrenas, pe coasta de nord a Republicii Dominicane. De asemena, și în acest sezon, fiecare echipă a avut câte un antrenor. Giani Kiriță a fost antrenor pentru echipa „Războinicilor” și Vladimir Drăghia a antrenat echipa „Faimoșilor”.
În cadrul finalei de pe 9 iunie 2019, Ion Surdu a câștigat Finala masculină împotriva lui Gabriel Nedelcu și Andreea Arsine a câștigat Finala feminină împotriva Nicoletei Luncă.

## Schimbări
Spre deosebire de primele două sezoane, în acest sezon vor exista două finale - Finala masculină și Finala feminină, așadar, vor exista doi câștigători, un băiat și o fată, iar marele premiu, care până acum era de 100.000 de euro, se va împărți la doi, câte 50.000 de euro pentru fiecare câștigător.

## Concurenții
Emisiunea a debutat cu un număr de 20 de concurenți (10 vedete și 10 oameni obișnuiți). În episodul 13, celor 16 concurenți rămași în concurs li s-au alăturat alți 4: Aradi și Dumitrache la „Războinici” și Constantinescu și Șerban la „Faimoși”. Înlocuirile au avut loc după cum urmează:
- Episodul 24: Marin a intrat în concurs în locul lui Angelescu, iar Spridon i-a luat locul lui Pivniceru.

- În tabelul ce urmează, concurenții aflați în competiție sunt trecuți în ordine alfabetică, după numele de familie.

| Concurent(ă)                                                     | Echipa      | Play-off                               | Status                                   | Eficacitate |
| ---------------------------------------------------------------- | ----------- | -------------------------------------- | ---------------------------------------- | ----------- |
| Diana Pivniceru 36, Constanța, Constanța atletă                  | Faimoșii    |                                        | Abandon medical Episodul 6               | 75%         |
| Andrei Iulian Angelescu 30, București coregraf                   | Rǎzboinicii | Abandon medical Episodul 8             | 50%                                      |             |
| Andreea Ioana „Ami” Moldovan 36, Baia Mare, Maramureș cântăreață | Faimoșii    | Prima eliminată Episodul 8             | 25%                                      |             |
| Ovidiu Jimborean 36, Cluj-Napoca, Cluj luptător de MMA           | Rǎzboinicii | Al doilea eliminat Episodul 12         | 33%                                      |             |
| Ana Maria Stamen 25, Constanța, Constanța dansatoare             | Rǎzboinicii | A treia eliminată Episodul 16          | 44%                                      |             |
| Călin Șerban 50, Brașov, Brașov kitesurfer                       | Faimoșii    | Al patrulea eliminat Episodul 20       | 50%                                      |             |
| Ana Cazan 29, București masterandă                               | Rǎzboinicii | A cincea eliminată Episodul 28         | 45%                                      |             |
| Cosmin Marin 30, Slatina, Olt cadru M.A.I.                       | Rǎzboinicii | Al șaselea eliminat Episodul 32        | 32%                                      |             |
| Irina Postolea 46, București judoka                              | Rǎzboinicii | Abandon medical Episodul 35            | 53%                                      |             |
| Mihaela Popescu 26, București karatistă                          | Rǎzboinicii | A șaptea eliminată Episodul 36         | 49%                                      |             |
| Mario Fresh 25, Iași, Iași cântăreț                              | Faimoșii    | Al optulea eliminat Episodul 40        | 49%                                      |             |
| Mirela Spridon 25, Petroșani, Hunedoara instructor fitness       | Faimoșii    | A noua eliminată Episodul 44           | 39%                                      |             |
| Ciprian Mariș 33, Apahida, Cluj luptător de MMA                  | Faimoșii    | Al zecelea eliminat Episodul 48        | 51%                                      |             |
| Alexandru George Stoica 32, Galați, Galați instructor de fitness | Rǎzboinicii | Al unsprezecelea eliminat Episodul 50  | 25%                                      |             |
| Iuliana Aradi 30, Bacău, Bacău instructor de aerobic             | Rǎzboinicii | A douăsprezecea eliminată Episodul 52  | 60%                                      |             |
| Andreea Zaragiu 38, București luptătoare de Kempo                | Faimoșii    | A treisprezecea eliminată Episodul 54  | 44%                                      |             |
| Mihai Berar 36, Câmpia Turzii, Cluj cadru M.A.I.                 | Rǎzboinicii | Al paisprezecelea eliminat Episodul 58 | 39%                                      |             |
| Cristian Dumitrache 26, București luptător de kickboxing         | Rǎzboinicii | Exatlon România                        | Al cincisprezecelea eliminat Episodul 61 | 36%         |
| Cristina Constantinescu 38, București instructor fitness         | Faimoșii    | Exatlon România                        | A șaisprezecea eliminată Episodul 64     | 48%         |
| Costin Gheorghe 36, București fotbalist                          | Faimoșii    | Exatlon România                        | Al șaptesprezecelea eliminat Episodul 64 | 61%         |
| Andrei Boțoacă 30, Buzău, Buzău motociclist                      | Faimoșii    | Exatlon România                        | Al optusprezecelea eliminat Episodul 67  | 58%         |
| Cătălina Șeicaru 30, București model                             | Faimoșii    | Exatlon România                        | A nouăsprezecea eliminată Episodul 67    | 38%         |
| Gabriel Nedelcu 28, Buzău, Buzău dansator                        | Rǎzboinicii | Exatlon România                        | Locul secund                             | 47%         |
| Nicoleta Luncă 29, Băicoi, Prahova handbalistă                   | Rǎzboinicii | Exatlon România                        | Locul secund                             | 65%         |
| Ion "Dracul" Surdu 29, Cluj-Napoca, Cluj luptător MMA            | Faimoșii    | Exatlon România                        | Câștigător                               | 71%         |
| Andreea Arsine 34, Botoșani, Botoșani atletă                     | Faimoșii    | Exatlon România                        | Câștigătoare                             | 44%         |

## Antrenori
Cei doi antrenori au intrat în show în episodul 9 și au părăsit emisiunea în episodul 28.
| Antrenor                                                            | Echipa antrenată | Istoria Exatlon România | Istoria Exatlon România    |
| Antrenor                                                            | Echipa antrenată | Sezon                   | Status                     |
| ------------------------------------------------------------------- | ---------------- | ----------------------- | -------------------------- |
| Giani Kiriță 46, București fost fotbalist la clubul Dinamo          | Rǎzboinicii      | Sezonul 1               | Al cinsprezecelea eliminat |
| Giani Kiriță 46, București fost fotbalist la clubul Dinamo          | Rǎzboinicii      | Sezonul 2               | Antrenor                   |
| Vladimir Drăghia 36, București fost înotător de perfomanță și actor | Faimoșii         | Sezonul 1               | Câștigător                 |

## Rezultatele jocurilor

### Jocul pentru vilă
| Săptămâna | Episod | Echipa câștigătoare (Vilă) | Echipa pierzătoare (Baracă) | Scor |
| --------- | ------ | -------------------------- | --------------------------- | ---- |
| 1         | 1      | Faimoșii                   | Rǎzboinicii                 | 10-7 |
| 2         | 5      | Faimoșii                   | Rǎzboinicii                 | 10-6 |
| 3         | 10     | Faimoșii                   | Rǎzboinicii                 | 10-7 |
| 4         | 14     | Faimoșii                   | Rǎzboinicii                 | 10-9 |
| 5         | 18     | Faimoșii                   | Rǎzboinicii                 | 10-3 |
| 6         | 22     | Faimoșii                   | Rǎzboinicii                 | 10-5 |
| 7         | 26     | Faimoșii                   | Rǎzboinicii                 | 10-6 |
| 8         | 30     | Faimoșii                   | Rǎzboinicii                 | 10-7 |
| 9         | 34     | Faimoșii                   | Rǎzboinicii                 | 10-9 |
| 10        | 38     | Faimoșii                   | Rǎzboinicii                 | 10-7 |
| 11        | 42     | Faimoșii                   | Rǎzboinicii                 | 10-6 |
| 12        | 46     | Rǎzboinicii                | Faimoșii                    | 10-4 |
| 13        | 50     | Faimoșii                   | Rǎzboinicii                 | 10-9 |
| 14        | 52     | Faimoșii                   | Rǎzboinicii                 | 10-5 |
| 15        | 53     | Faimoșii                   | Rǎzboinicii                 | 10-4 |
| 16        | 55     | Faimoșii                   | Rǎzboinicii                 | 10-9 |
| 17        | 57     | Faimoșii                   | Rǎzboinicii                 | 10-7 |
| 18        | 59     | Faimoșii                   | Rǎzboinicii                 | 10-4 |

### Jocul pentru hotel
| Săptămâna | Episod | Echipa câștigătoare (Hotel) | Echipa pierzătoare (Baracă) | Scor | Bonus                    |
| --------- | ------ | --------------------------- | --------------------------- | ---- | ------------------------ |
| 3         | 9      | Rǎzboinicii                 | Faimoșii                    | 10-4 | Nu a existat             |
| 4         | 13     | Rǎzboinicii                 | Faimoșii                    | 10-9 | Nu a existat             |
| 5         | 17     | Faimoșii                    | Rǎzboinicii                 | 10-5 | Nu a existat             |
| 6         | 21     | Rǎzboinicii                 | Faimoșii                    | 10-5 | Nu a existat             |
| 7         | 25     | Faimoșii                    | Rǎzboinicii                 | 10-8 | Nu a existat             |
| 8         | 29     | Rǎzboinicii                 | Faimoșii                    | 10-5 | Nu a existat             |
| 9         | 33     | Faimoșii                    | Rǎzboinicii                 | 10-4 | Nu a existat             |
| 10        | 37     | Rǎzboinicii                 | Faimoșii                    | 10-7 | Nu a existat             |
| 11        | 41     | Rǎzboinicii                 | Faimoșii                    | 10-7 | Scrisori de la prieteni  |
| 12        | 45     | Faimoșii                    | Rǎzboinicii                 | 10-9 | Scrisori de la prieteni  |
| 13        | 49     | Faimoșii                    | Rǎzboinicii                 | 10-9 | Scrisori de la cei dragi |

### Best of game
| Săptămâna | Episod | Echipa câștigătoare | Scor | Premiu                | Participanți                           | Participanți                           |
| --------- | ------ | ------------------- | ---- | --------------------- | -------------------------------------- | -------------------------------------- |
| 3         | 10     | Faimoșii            | 5-3  | Paddle board pe ocean | Andreea A. / Andreea Z. / Costin / Ion | Ana Maria / Nicoleta / Gabriel / Mihai |

### Jocul pentru bani
| 1 | 2 | Rǎzboinicii | 10-8 | Nicoleta   | 5.000 de lei | Gabriel | 5.000 de lei |
| 2 | 6 | Faimoșii    | 10-1 | Andreea A. | 5.000 de lei | Ciprian | 5.000 de lei |

### Jocul special
| Săptămâna | Episod | Echipa câștigătoare | Scor | Premiu                                                         |
| --------- | ------ | ------------------- | ---- | -------------------------------------------------------------- |
| 1         | 3      | Rǎzboinicii         | 10-8 | Jocuri video                                                   |
| 3         | 11     | Faimoșii            | 10-5 | Excursie la Cayo Levantado                                     |
| 4         | 15     | Faimoșii            | 10-7 | Plimbare cu ATV-uri                                            |
| 5         | 19     | Rǎzboinicii         | 10-6 | Excursie la Laguna El Dudu                                     |
| 6         | 23     | Faimoșii            | 10-7 | Tiroliană                                                      |
| 6         | 24     | Faimoșii            | 10-6 | Shopping (suveniruri pentru cei dragi) și poze de la cei dragi |
| 7         | 27     | Rǎzboinicii         | 10-6 | Excursie la cascada El Limon                                   |
| 8         | 31     | Faimoșii            | 10-8 | Casa Dominicană                                                |
| 9         | 35     | Faimoșii            | 10-7 | Excursie cu ATV-ul pe drumul Cafelei                           |
| 10        | 39     | Rǎzboinicii         | 10-9 | Excursie la Monkey Jungle                                      |
| 11        | 43     | Rǎzboinicii         | 10-8 | Petrecere                                                      |
| 12        | 47     | Faimoșii            | 10-4 | O zi specială pe plajă                                         |
| 14        | 51     | Faimoșii            | 10-9 | Comunicare cu familia, înghețată și muzică                     |
| 16        | 56     | Rǎzboinicii         | 10-9 | Apel video de la familie, ciocolată și muzică                  |

### Confruntarea perechilor
| Săptămâna | Episod | Echipa câștigătoare | Scor | Premiu               |
| --------- | ------ | ------------------- | ---- | -------------------- |
| 2         | 7      | Faimoșii            | 7-6  | Ieșire la restaurant |
| 7         | 26     | Faimoșii            | 5-3  | Vizionarea unui film |

### Mini game
| Săptămâna | Episod | Echipa câștigătoare | Scor | Premiu                     | Numele jocului |
| --------- | ------ | ------------------- | ---- | -------------------------- | -------------- |
| 1         | 3      | Faimoșii            | 3-1  | Jocul Twister              | Ora de actorie |
| 2         | 5      | Faimoșii            | 7-5  | Instructor de dans         | Curling        |
| 6         | 21     | Faimoșii            | 5-3  | Obiecte pentru antrenament | Penalty-urile  |

### Jocul de Eliminare
- Numele scris îngroșat reprezintă concurentul care a obținut cele mai puține puncte în săptămâna respectivă și este automat nominalizat.

| Săptămâna | Episod | Echipa câștigătoare | Scor | Jucătorul săptămânii | Duelul                  | Duelul | Duelul     | Duelul |
| Săptămâna | Episod | Echipa câștigătoare | Scor | Jucătorul săptămânii | Nominalizați            | Scor   | Eliminat   |        |
| --------- | ------ | ------------------- | ---- | -------------------- | ----------------------- | ------ | ---------- | ------ |
| 2         | 8      | Rǎzboinicii         | 10-5 | Ion                  | Cătălina & Ami          | 4-0    | Ami        |        |
| 3         | 12     | Faimoșii            | 10-4 | Nicoleta             | Alex & Ovidiu           | 5-0    | Ovidiu     |        |
| 4         | 16     | Faimoșii            | 10-1 | Irina                | Ana Maria & Mihaela     | 0-2    | Ana Maria  |        |
| 5         | 20     | Rǎzboinicii         | 10-6 | Ion                  | Călin & Ciprian         | 0-3    | Călin      |        |
| 7         | 28     | Faimoșii            | 10-1 | Iuliana              | Ana & Mihaela           | 0-2    | Ana        |        |
| 8         | 32     | Faimoșii            | 10-8 | Iuliana              | Alex & Cosmin           | 3-0    | Cosmin     |        |
| 9         | 36     | Faimoșii            | 10-6 | Nicoleta             | Iuliana & Mihaela       | 2-0    | Mihaela    |        |
| 10        | 40     | Rǎzboinicii         | 10-8 | Ion                  | Mario & Andrei          | 0-2    | Mario      |        |
| 11        | 44     | Rǎzboinicii         | 10-7 | Ion                  | Mirela & Andreea A.     | 0-1    | Mirela     |        |
| 12        | 48     | Rǎzboinicii         | 10-3 | Ion                  | Ciprian & Andrei        | 0-3    | Ciprian    |        |
| 13        | 50     | Faimoșii            | 10-9 | Iuliana              | Alex & Cristian         | 0-3    | Alex       |        |
| 14        | 52     | Faimoșii            | 10-5 | -                    | Iuliana & Nicoleta      | 0-2    | Iuliana    |        |
| 15        | 54     | Rǎzboinicii         | 10-7 | Ion                  | Andreea A. & Andreea Z. | 1-0    | Andreea Z. |        |
| 17        | 58     | Faimoșii            | 10-9 | Nicoleta             | Cristian & Mihai        | 2-0    | Mihai      |        |

### Jocul internațional
| Săptămâna | Episod | Țara câștigătoare | Țara pierzătoare | Scor | Premiu       |
| --------- | ------ | ----------------- | ---------------- | ---- | ------------ |
| 1         | 4      | Ungaria           | România          | 10-8 | Cină în oraș |
| 2         | 7      | Ungaria           | România          | 10-4 | Cină în oraș |

## Play-off

### Jocul de eliminare
| Săptămâna | Episod   | Concurenți | Concurenți | Concurenți | Concurenți            | Concurenți | Concurenți      | Concurenți | Concurenți | Concurenți | Nominalizați          | Scor   | Eliminat |
| Săptămâna | Episod   | Andreea A. | Andrei     | Cătălina   | Costin                | Cristina   | Cristian        | Gabriel    | Ion        | Nicoleta   | Nominalizați          | Scor   | Eliminat |
| --------- | -------- | ---------- | ---------- | ---------- | --------------------- | ---------- | --------------- | ---------- | ---------- | ---------- | --------------------- | ------ | -------- |
| 18/19     | 60/61    | -          | 3 pct.     | -          | 2 pct.                | -          | 0 pct.          | 0 pct.     | 1 pct.     | -          | Cristian & Gabriel    | 0-3    | Cristian |
| 19/20     | 62/63/64 | 0 pct.     | 0 pct.     | 1 pct.     | 0 pct.                | 0 pct.     |                 | 1 pct.     | 1 pct.     | 4 pct.     | Andreea A. & Cristina | 3-0    | Cristina |
| 19/20     | 62/63/64 | 0 pct.     | 0 pct.     | 1 pct.     | 0 pct.                | 0 pct.     | Andrei & Costin | 1 pct.     | 1 pct.     | 4 pct.     | 2-0                   | Costin |          |
| 21/22     | 66/67    | 0 pct.     | 0 pct.     | 0 pct.     |                       |            |                 | 0 pct.     | 3 pct.     | 4 pct.     | Andrei & Gabriel      | 3-0    | Andrei   |
| 21/22     | 66/67    | 0 pct.     | 0 pct.     | 0 pct.     | Andreea A. & Cătălina | 2-0        | Cătălina        | 0 pct.     | 3 pct.     | 4 pct.     |                       |        |          |

### Jocul special
| Săptămâna | Episod | Câștigătorii   | Premiu       |
| --------- | ------ | -------------- | ------------ |
| 21        | 65     | Ion & Nicoleta | 2.500 de lei |

### Finala
| Săptămâna | Episod | Finala feminină | Finala feminină | Finala feminină | Finala masculină | Finala masculină | Finala masculină |
| Săptămâna | Episod | Câștigătoare    | Scor final      | Locul secund    | Câștigător       | Scor final       | Locul secund     |
| --------- | ------ | --------------- | --------------- | --------------- | ---------------- | ---------------- | ---------------- |
| 22        | 68     | Andreea A.      | 3-1             | Nicoleta        | Ion              | 3-1              | Gabriel          |

## Tabelul nominalizărilor
|                                                       |                                                       | Andreea A.                                            | Salvată                      | Imună                        | Imună                        | Ineligibilă                  | Fără eliminare               | Imună                        | Imună                         | Imună                         | Ineligibilă                   | Nominalizată                  | Ineligibilă                   | Imună                         | Imună                         | Nominalizată                  | Fără eliminare                | Imună                         | Fără eliminare                | Ineligibilă                   | Nominalizată                        | Nominalizată                         | Câștigătoare           | 4 |  |  |
|                                                       | Ion                                                   | Jucătorul săptămânii                                  | Imun                         | Imun                         | Jucătorul săptămânii         | Fără eliminare               | Imun                         | Imun                         | Imun                          | Jucătorul săptămânii          | Jucătorul săptămânii          | Jucătorul săptămânii          | Imun                          | Imun                          | Jucătorul săptămânii          | Fără eliminare                | Imun                          | Fără eliminare                | Salvat                        | Salvat                        | Salvat                              | Câștigător                           | 0                      |   |  |  |
|                                                       | Gabriel                                               | Imun                                                  | Salvat                       | Ineligibil                   | Imun                         | Fără eliminare               | Ineligibil                   | Salvat                       | Ineligibil                    | Imun                          | Imun                          | Imun                          | Salvat                        | Ineligibil                    | Imun                          | Fără eliminare                | Salvat                        | Fără eliminare                | Nominalizat                   | Salvat                        | Nominalizat                         | Locul secund                         | 2                      |   |  |  |
|                                                       | Nicoleta                                              | Imună                                                 | Jucătorul săptămânii         | Salvată                      | Imună                        | Fără eliminare               | Salvată                      | Ineligibilă                  | Jucătorul săptămânii          | Imună                         | Imună                         | Imună                         | Ineligibilă                   | Nominalizată                  | Imună                         | Fără eliminare                | Jucătorul săptămânii          | Fără eliminare                | Ineligibilă                   | Salvată                       | Salvată                             | Locul secund                         | 1                      |   |  |  |
|                                                       | Cătălina                                              | Nominalizată                                          | Imună                        | Imună                        | Ineligibilă                  | Fără eliminare               | Imună                        | Imună                        | Imună                         | Ineligibilă                   | Salvată                       | Ineligibilă                   | Imună                         | Imună                         | Salvată                       | Fără eliminare                | Imună                         | Fără eliminare                | Ineligibilă                   | Salvată                       | Nominalizată                        | Eliminată (Episodul 67)              | 2                      |   |  |  |
|                                                       | Andrei                                                | Ineligibil                                            | Imun                         | Imun                         | Salvat                       | Fără eliminare               | Imun                         | Imun                         | Imun                          | Nominalizat                   | Ineligibil                    | Nominalizat                   | Imun                          | Imun                          | Ineligibil                    | Fără eliminare                | Imun                          | Fără eliminare                | Salvat                        | Nominalizat                   | Nominalizat                         | Eliminat (Episodul 67)               | 4                      |   |  |  |
|                                                       | Costin                                                | Ineligibil                                            | Imun                         | Imun                         | Salvat                       | Fără eliminare               | Imun                         | Imun                         | Imun                          | Salvat                        | Ineligibil                    | Salvat                        | Imun                          | Imun                          | Ineligibil                    | Fără eliminare                | Imun                          | Fără eliminare                | Salvat                        | Nominalizat                   | Eliminat (Episodul 64)              | Eliminat (Episodul 64)               | 1                      |   |  |  |
|                                                       | Cristina                                              | Nu a fost în joc                                      | Nu a fost în joc             | Imună                        | Ineligibilă                  | Fără eliminare               | Imună                        | Imună                        | Imună                         | Ineligibilă                   | Salvată                       | Ineligibilă                   | Imună                         | Imună                         | Salvată                       | Fără eliminare                | Imună                         | Fără eliminare                | Ineligibilă                   | Nominalizată                  | Eliminată (Episodul 64)             | Eliminată (Episodul 64)              | 1                      |   |  |  |
|                                                       | Cristian                                              | Nu a fost în joc                                      | Nu a fost în joc             | Ineligibil                   | Imun                         | Fără eliminare               | Ineligibil                   | Salvat                       | Ineligibil                    | Imun                          | Imun                          | Imun                          | Nominalizat                   | Ineligibil                    | Imun                          | Fără eliminare                | Nominalizat                   | Fără eliminare                | Nominalizat                   | Eliminat (Episodul 61)        | Eliminat (Episodul 61)              | Eliminat (Episodul 61)               | 3                      |   |  |  |
|                                                       |                                                       | Mihai                                                 | Imun                         | Salvat                       | Ineligibil                   | Imun                         | Fără eliminare               | Ineligibil                   | Salvat                        | Ineligibil                    | Imun                          | Imun                          | Imun                          | Salvat                        | Ineligibil                    | Imun                          | Fără eliminare                | Nominalizat                   | Eliminat (Episodul 58)        | Eliminat (Episodul 58)        | Eliminat (Episodul 58)              | Eliminat (Episodul 58)               | Eliminat (Episodul 58) | 1 |  |  |
|                                                       | Andreea Z.                                            | Salvată                                               | Imună                        | Imună                        | Ineligibilă                  | Fără eliminare               | Imună                        | Imună                        | Imună                         | Ineligibilă                   | Salvată                       | Ineligibilă                   | Imună                         | Imună                         | Nominalizată                  | Eliminată (Episodul 54)       | Eliminată (Episodul 54)       | Eliminată (Episodul 54)       | Eliminată (Episodul 54)       | Eliminată (Episodul 54)       | Eliminată (Episodul 54)             | Eliminată (Episodul 54)              | 1                      |   |  |  |
|                                                       | Iuliana                                               | Nu a fost în joc                                      | Nu a fost în joc             | Ineligibilă                  | Imună                        | Fără eliminare               | Jucătorul săptămânii         | Jucătorul săptămânii         | Nominalizată                  | Imună                         | Imună                         | Imună                         | Jucătorul săptămânii          | Nominalizată                  | Eliminată (Episodul 52)       | Eliminată (Episodul 52)       | Eliminată (Episodul 52)       | Eliminată (Episodul 52)       | Eliminată (Episodul 52)       | Eliminată (Episodul 52)       | Eliminată (Episodul 52)             | Eliminată (Episodul 52)              | 2                      |   |  |  |
|                                                       | Alex                                                  | Imun                                                  | Nominalizat                  | Ineligibil                   | Imun                         | Fără eliminare               | Ineligibil                   | Nominalizat                  | Ineligibil                    | Imun                          | Imun                          | Imun                          | Nominalizat                   | Eliminat (Episodul 50)        | Eliminat (Episodul 50)        | Eliminat (Episodul 50)        | Eliminat (Episodul 50)        | Eliminat (Episodul 50)        | Eliminat (Episodul 50)        | Eliminat (Episodul 50)        | Eliminat (Episodul 50)              | Eliminat (Episodul 50)               | 3                      |   |  |  |
|                                                       | Ciprian                                               | Ineligibil                                            | Imun                         | Imun                         | Nominalizat                  | Fără eliminare               | Imun                         | Imun                         | Imun                          | Salvat                        | Ineligibil                    | Nominalizat                   | Eliminat (Episodul 48)        | Eliminat (Episodul 48)        | Eliminat (Episodul 48)        | Eliminat (Episodul 48)        | Eliminat (Episodul 48)        | Eliminat (Episodul 48)        | Eliminat (Episodul 48)        | Eliminat (Episodul 48)        | Eliminat (Episodul 48)              | Eliminat (Episodul 48)               | 2                      |   |  |  |
|                                                       | Mirela                                                | Nu a fost în joc                                      | Nu a fost în joc             | Nu a fost în joc             | Nu a fost în joc             | Fără eliminare               | Imună                        | Imună                        | Imună                         | Ineligibilă                   | Nominalizată                  | Eliminată (Episodul 44)       | Eliminată (Episodul 44)       | Eliminată (Episodul 44)       | Eliminată (Episodul 44)       | Eliminată (Episodul 44)       | Eliminată (Episodul 44)       | Eliminată (Episodul 44)       | Eliminată (Episodul 44)       | Eliminată (Episodul 44)       | Eliminată (Episodul 44)             | Eliminată (Episodul 44)              | 1                      |   |  |  |
|                                                       | Mario                                                 | Ineligibil                                            | Imun                         | Imun                         | Salvat                       | Fără eliminare               | Imun                         | Imun                         | Imun                          | Nominalizat                   | Eliminat (Episodul 40)        | Eliminat (Episodul 40)        | Eliminat (Episodul 40)        | Eliminat (Episodul 40)        | Eliminat (Episodul 40)        | Eliminat (Episodul 40)        | Eliminat (Episodul 40)        | Eliminat (Episodul 40)        | Eliminat (Episodul 40)        | Eliminat (Episodul 40)        | Eliminat (Episodul 40)              | Eliminat (Episodul 40)               | 1                      |   |  |  |
|                                                       | Mihaela                                               | Imună                                                 | Ineligibilă                  | Nominalizată                 | Imună                        | Fără eliminare               | Nominalizată                 | Ineligibilă                  | Nominalizată                  | Eliminată (Episodul 36)       | Eliminată (Episodul 36)       | Eliminată (Episodul 36)       | Eliminată (Episodul 36)       | Eliminată (Episodul 36)       | Eliminată (Episodul 36)       | Eliminată (Episodul 36)       | Eliminată (Episodul 36)       | Eliminată (Episodul 36)       | Eliminată (Episodul 36)       | Eliminată (Episodul 36)       | Eliminată (Episodul 36)             | Eliminată (Episodul 36)              | 3                      |   |  |  |
|                                                       | Irina                                                 | Imună                                                 | Ineligibilă                  | Jucătorul săptămânii         | Imună                        | Fără eliminare               | Salvată                      | Ineligibilă                  | Abandon medical (Episodul 35) | Abandon medical (Episodul 35) | Abandon medical (Episodul 35) | Abandon medical (Episodul 35) | Abandon medical (Episodul 35) | Abandon medical (Episodul 35) | Abandon medical (Episodul 35) | Abandon medical (Episodul 35) | Abandon medical (Episodul 35) | Abandon medical (Episodul 35) | Abandon medical (Episodul 35) | Abandon medical (Episodul 35) | Abandon medical (Episodul 35)       | Abandon medical (Episodul 35)        | 0                      |   |  |  |
|                                                       | Cosmin                                                | Nu a fost în joc                                      | Nu a fost în joc             | Nu a fost în joc             | Nu a fost în joc             | Fără eliminare               | Ineligibil                   | Nominalizat                  | Eliminat (Episodul 32)        | Eliminat (Episodul 32)        | Eliminat (Episodul 32)        | Eliminat (Episodul 32)        | Eliminat (Episodul 32)        | Eliminat (Episodul 32)        | Eliminat (Episodul 32)        | Eliminat (Episodul 32)        | Eliminat (Episodul 32)        | Eliminat (Episodul 32)        | Eliminat (Episodul 32)        | Eliminat (Episodul 32)        | Eliminat (Episodul 32)              | Eliminat (Episodul 32)               | 1                      |   |  |  |
|                                                       | Ana                                                   | Imună                                                 | Ineligibilă                  | Salvată                      | Imună                        | Fără eliminare               | Nominalizată                 | Eliminată (Episodul 28)      | Eliminată (Episodul 28)       | Eliminată (Episodul 28)       | Eliminată (Episodul 28)       | Eliminată (Episodul 28)       | Eliminată (Episodul 28)       | Eliminată (Episodul 28)       | Eliminată (Episodul 28)       | Eliminată (Episodul 28)       | Eliminată (Episodul 28)       | Eliminată (Episodul 28)       | Eliminată (Episodul 28)       | Eliminată (Episodul 28)       | Eliminată (Episodul 28)             | Eliminată (Episodul 28)              | 1                      |   |  |  |
|                                                       | Călin                                                 | Nu a fost în joc                                      | Nu a fost în joc             | Imun                         | Nominalizat                  | Eliminat (Episodul 20)       | Eliminat (Episodul 20)       | Eliminat (Episodul 20)       | Eliminat (Episodul 20)        | Eliminat (Episodul 20)        | Eliminat (Episodul 20)        | Eliminat (Episodul 20)        | Eliminat (Episodul 20)        | Eliminat (Episodul 20)        | Eliminat (Episodul 20)        | Eliminat (Episodul 20)        | Eliminat (Episodul 20)        | Eliminat (Episodul 20)        | Eliminat (Episodul 20)        | Eliminat (Episodul 20)        | Eliminat (Episodul 20)              | Eliminat (Episodul 20)               | 1                      |   |  |  |
|                                                       | Ana Maria                                             | Imună                                                 | Ineligibilă                  | Nominalizată                 | Eliminată (Episodul 16)      | Eliminată (Episodul 16)      | Eliminată (Episodul 16)      | Eliminată (Episodul 16)      | Eliminată (Episodul 16)       | Eliminată (Episodul 16)       | Eliminată (Episodul 16)       | Eliminată (Episodul 16)       | Eliminată (Episodul 16)       | Eliminată (Episodul 16)       | Eliminată (Episodul 16)       | Eliminată (Episodul 16)       | Eliminată (Episodul 16)       | Eliminată (Episodul 16)       | Eliminată (Episodul 16)       | Eliminată (Episodul 16)       | Eliminată (Episodul 16)             | Eliminată (Episodul 16)              | 1                      |   |  |  |
|                                                       | Ovidiu                                                | Imun                                                  | Nominalizat                  | Eliminat (Episodul 12)       | Eliminat (Episodul 12)       | Eliminat (Episodul 12)       | Eliminat (Episodul 12)       | Eliminat (Episodul 12)       | Eliminat (Episodul 12)        | Eliminat (Episodul 12)        | Eliminat (Episodul 12)        | Eliminat (Episodul 12)        | Eliminat (Episodul 12)        | Eliminat (Episodul 12)        | Eliminat (Episodul 12)        | Eliminat (Episodul 12)        | Eliminat (Episodul 12)        | Eliminat (Episodul 12)        | Eliminat (Episodul 12)        | Eliminat (Episodul 12)        | Eliminat (Episodul 12)              | Eliminat (Episodul 12)               | 1                      |   |  |  |
|                                                       | Ami                                                   | Nominalizată                                          | Eliminată (Episodul 8)       | Eliminată (Episodul 8)       | Eliminată (Episodul 8)       | Eliminată (Episodul 8)       | Eliminată (Episodul 8)       | Eliminată (Episodul 8)       | Eliminată (Episodul 8)        | Eliminată (Episodul 8)        | Eliminată (Episodul 8)        | Eliminată (Episodul 8)        | Eliminată (Episodul 8)        | Eliminată (Episodul 8)        | Eliminată (Episodul 8)        | Eliminată (Episodul 8)        | Eliminată (Episodul 8)        | Eliminată (Episodul 8)        | Eliminată (Episodul 8)        | Eliminată (Episodul 8)        | Eliminată (Episodul 8)              | Eliminată (Episodul 8)               | 1                      |   |  |  |
|                                                       | Iulian                                                | Abandon medical (Episodul 8)                          | Abandon medical (Episodul 8) | Abandon medical (Episodul 8) | Abandon medical (Episodul 8) | Abandon medical (Episodul 8) | Abandon medical (Episodul 8) | Abandon medical (Episodul 8) | Abandon medical (Episodul 8)  | Abandon medical (Episodul 8)  | Abandon medical (Episodul 8)  | Abandon medical (Episodul 8)  | Abandon medical (Episodul 8)  | Abandon medical (Episodul 8)  | Abandon medical (Episodul 8)  | Abandon medical (Episodul 8)  | Abandon medical (Episodul 8)  | Abandon medical (Episodul 8)  | Abandon medical (Episodul 8)  | Abandon medical (Episodul 8)  | Abandon medical (Episodul 8)        | Abandon medical (Episodul 8)         | 0                      |   |  |  |
|                                                       | Diana                                                 | Abandon medical (Episodul 6)                          | Abandon medical (Episodul 6) | Abandon medical (Episodul 6) | Abandon medical (Episodul 6) | Abandon medical (Episodul 6) | Abandon medical (Episodul 6) | Abandon medical (Episodul 6) | Abandon medical (Episodul 6)  | Abandon medical (Episodul 6)  | Abandon medical (Episodul 6)  | Abandon medical (Episodul 6)  | Abandon medical (Episodul 6)  | Abandon medical (Episodul 6)  | Abandon medical (Episodul 6)  | Abandon medical (Episodul 6)  | Abandon medical (Episodul 6)  | Abandon medical (Episodul 6)  | Abandon medical (Episodul 6)  | Abandon medical (Episodul 6)  | Abandon medical (Episodul 6)        | Abandon medical (Episodul 6)         | 0                      |   |  |  |
|                                                       |                                                       |                                                       |                              |                              |                              |                              |                              |                              |                               |                               |                               |                               |                               |                               |                               |                               |                               |                               |                               |                               |                                     |                                      |                        |   |  |  |
| Primul nominalizat (cele mai puține puncte)           | Primul nominalizat (cele mai puține puncte)           | Primul nominalizat (cele mai puține puncte)           | Cătălina                     | Alex                         | Ana Maria                    | Călin                        | Nu a existat                 | Ana                          | Alex                          | Iuliana, Mihaela              | Mario                         | Mirela                        | Ciprian                       | Alex                          | Iuliana, Nicoleta             | Andreea A.                    | Nu a existat                  | Cristian                      | Nu a existat                  | Cristian, Gabriel             | Andreea A., Cristina Andrei, Costin | Andreea A., Cătălina Andrei, Gabriel |                        |   |  |  |
| Al doilea nominalizat (de către Jucătorul săptămânii) | Al doilea nominalizat (de către Jucătorul săptămânii) | Al doilea nominalizat (de către Jucătorul săptămânii) | Ami                          | Ovidiu                       | Mihaela                      | Ciprian                      | Nu a existat                 | Mihaela                      | Cosmin                        | Nu a existat                  | Andrei                        | Andreea A.                    | Andrei                        | Cristian                      | Iuliana, Nicoleta             | Andreea Z.                    | Nu a existat                  | Mihai                         | Nu a existat                  | Cristian, Gabriel             | Andreea A., Cristina Andrei, Costin | Andreea A., Cătălina Andrei, Gabriel |                        |   |  |  |
| Abandon                                               | Abandon                                               | Abandon                                               | Iulian, Diana                | -                            | -                            | -                            | -                            | -                            | -                             | Irina                         | -                             | -                             | -                             | -                             | -                             | -                             | -                             | -                             | -                             | -                             | -                                   | -                                    | -                      |   |  |  |
| Eliminat                                              | Eliminat                                              | Eliminat                                              | Ami                          | Ovidiu                       | Ana Maria                    | Călin                        | Nu a existat                 | Ana                          | Cosmin                        | Mihaela                       | Mario                         | Mirela                        | Ciprian                       | Alex                          | Iuliana                       | Andreea Z.                    | Nu a existat                  | Mihai                         | Nu a existat                  | Cristian                      | Cristina                            | Cătălina                             | Nicoleta & Gabriel     |   |  |  |
| Eliminat                                              | Eliminat                                              | Eliminat                                              | Ami                          | Ovidiu                       | Ana Maria                    | Călin                        | Nu a existat                 | Ana                          | Cosmin                        | Mihaela                       | Mario                         | Mirela                        | Ciprian                       | Alex                          | Iuliana                       | Andreea Z.                    | Nu a existat                  | Mihai                         | Nu a existat                  | Cristian                      | Costin                              | Andrei                               | Andreea A. & Ion       |   |  |  |
| Referințe                                             | Referințe                                             | Referințe                                             | [ 8 ] [ 9 ] [ 10 ]           | [ 11 ]                       | [ 12 ]                       | [ 13 ]                       | [ 14 ]                       | [ 15 ]                       | [ 16 ]                        | [ 17 ] [ 18 ]                 | [ 19 ]                        | [ 20 ]                        | [ 21 ]                        | [ 22 ]                        | [ 23 ]                        | [ 24 ]                        | -                             | [ 25 ]                        | -                             | [ 26 ]                        | [ 27 ]                              | [ 28 ]                               | [ 29 ]                 |   |  |  |

Legendă:
     Concurentul a făcut parte din echipa care a câștigat Jocul de Eliminare.
     Concurentul nu a putut fi ales să participe la Duel.
     Concurentul nu a putut fi ales să participe la Duel, deoarece a avut imunitate.
Note

## Audiențe
| Săptămână | Episod | Data difuzării    | Poziție în grilă | Segment de public | Segment de public | Segment de public | Segment de public | Segment de public     | Segment de public     | Segment de public     | Surse  |
| Săptămână | Episod | Data difuzării    | Poziție în grilă | Național          | Național          | Național          | Național          | Comercial (18–49 ani) | Comercial (18–49 ani) | Comercial (18–49 ani) | Surse  |
| Săptămână | Episod | Data difuzării    | Poziție în grilă | Loc               | Medie (mii)       | Rating (%)        | Cotă (%)          | Loc                   | Rating (%)            | Cotă (%)              | Surse  |
| --------- | ------ | ----------------- | ---------------- | ----------------- | ----------------- | ----------------- | ----------------- | --------------------- | --------------------- | --------------------- | ------ |
| 1         | 1      | 12 ianuarie 2019  | sâmbătă, 20:00   | 2                 | 1 512             | 8,5               | 17,1              | 2                     | 5,8                   | 15,2                  | [ 30 ] |
| 1         | 2      | 13 ianuarie 2019  | duminică, 20:00  | -                 | -                 | -                 | -                 | -                     | -                     | -                     | -      |
| 1         | 3      | 14 ianuarie 2019  | luni, 20:00      | 3                 | 982               | 5,2               | 10,9              | 3                     | 3,0                   | 8,5                   | [ 31 ] |
| 1         | 4      | 15 ianuarie 2019  | marți, 20:00     | -                 | -                 | -                 | -                 | 3                     | 3,5                   | 8,5                   | [ 32 ] |
| 2         | 5      | 19 ianuarie 2019  | sâmbătă, 20:00   | -                 | -                 | -                 | -                 | -                     | -                     | -                     | -      |
| 2         | 6      | 20 ianuarie 2019  | duminică, 20:00  | -                 | -                 | -                 | -                 | -                     | -                     | -                     | -      |
| 2         | 7      | 21 ianuarie 2019  | luni, 20:00      | 3                 | 1 158             | 6,5               | 13,3              | 3                     | 3,1                   | 7,9                   | [ 33 ] |
| 2         | 8      | 22 ianuarie 2019  | marți, 20:00     | 3                 | 1 112             | 6,3               | 12,7              | 3                     | 3,3                   | 8,4                   | [ 34 ] |
| 3         | 9      | 26 ianuarie 2019  | sâmbătă, 20:00   | -                 | -                 | -                 | -                 | -                     | -                     | -                     | -      |
| 3         | 10     | 27 ianuarie 2019  | duminică, 20:00  | -                 | -                 | -                 | -                 | -                     | -                     | -                     | -      |
| 3         | 11     | 28 ianuarie 2019  | luni, 20:00      | -                 | -                 | -                 | -                 | -                     | -                     | -                     | -      |
| 3         | 12     | 29 ianuarie 2019  | marți, 20:00     | 2                 | 1 145             | 6,5               | 14,3              | 2                     | 4,6                   | 13,0                  | [ 35 ] |
| 4         | 13     | 2 februarie 2019  | sâmbătă, 20:00   | -                 | -                 | -                 | -                 | -                     | -                     | -                     | -      |
| 4         | 14     | 3 februarie 2019  | duminică, 20:00  | -                 | -                 | -                 | -                 | -                     | -                     | -                     | -      |
| 4         | 15     | 4 februarie 2019  | luni, 20:00      | -                 | -                 | -                 | -                 | -                     | -                     | -                     | -      |
| 4         | 16     | 5 februarie 2019  | marți, 20:00     | 2                 | 1 242             | 7,0               | 15,9              | 3                     | 4,7                   | 13,0                  | [ 36 ] |
| 5         | 17     | 9 februarie 2019  | sâmbătă, 20:00   | 1                 | -                 | 7,7               | 15,2              | 2                     | 5,3                   | 13,7                  | [ 37 ] |
| 5         | 18     | 10 februarie 2019 | duminică, 20:00  | 3                 | 1 066             | 6,0               | 12,0              | 4                     | 3,1                   | 7,5                   | [ 38 ] |
| 5         | 19     | 11 februarie 2019 | luni, 20:00      | 3                 | 1 127             | 6,4               | 13,1              | 3                     | 3,8                   | 10,2                  | [ 39 ] |
| 5         | 20     | 12 februarie 2019 | marți, 20:00     | 3                 | 1 141             | 6,4               | 11,6              | 3                     | 4,1                   | 9,9                   | [ 40 ] |
| 6         | 21     | 16 februarie 2019 | sâmbătă, 20:00   | -                 | -                 | -                 | -                 | -                     | -                     | -                     | -      |
| 6         | 22     | 17 februarie 2019 | duminică, 20:00  | 3                 | 1 218             | 6,9               | 13,9              | 3                     | 4,1                   | 9,4                   | [ 41 ] |
| 6         | 23     | 18 februarie 2019 | luni, 20:00      | -                 | -                 | -                 | -                 | -                     | -                     | -                     | -      |
| 6         | 24     | 19 februarie 2019 | marți, 20:00     | 2                 | 1 071             | 6,0               | 12,5              | 3                     | 4,3                   | 10,6                  | [ 42 ] |
| 7         | 25     | 23 februarie 2019 | sâmbătă, 20:00   | 2                 | 1 312             | 7,4               | 14,6              | 3                     | 4,3                   | 11,2                  | [ 43 ] |
| 7         | 26     | 24 februarie 2019 | duminică, 20:00  | 3                 | 1 019             | 5,8               | 12,1              | 4                     | 3,4                   | 8,4                   | [ 44 ] |
| 7         | 27     | 25 februarie 2019 | luni, 20:00      | 3                 | 1 150             | 6,5               | 13,0              | 3                     | 5,1                   | 12,5                  | [ 45 ] |
| 7         | 28     | 26 februarie 2019 | marți, 20:00     | 3                 | 1 037             | 5,9               | 11,9              | 3                     | 3,7                   | 9,6                   | [ 46 ] |
| 8         | 29     | 2 martie 2019     | sâmbătă, 20:00   | 2                 | 1 204             | 6,8               | 14,0              | 3                     | 4,9                   | 13,2                  | [ 47 ] |
| 8         | 30     | 3 martie 2019     | duminică, 20:00  | 3                 | 1 141             | 6,4               | 12,2              | 3                     | 4,2                   | 10,0                  | [ 48 ] |
| 8         | 31     | 4 martie 2019     | luni, 20:00      | 2                 | 1 175             | 6,6               | 13,6              | 3                     | 4,7                   | 12,1                  | [ 49 ] |
| 8         | 32     | 5 martie 2019     | marți, 20:00     | -                 | -                 | -                 | -                 | -                     | -                     | -                     | -      |
| 9         | 33     | 9 martie 2019     | sâmbătă, 20:00   | 3                 | 1 036             | 5,8               | 12,6              | 3                     | 4,1                   | 12,0                  | [ 50 ] |
| 9         | 34     | 10 martie 2019    | duminică, 20:00  | 3                 | 992               | 5,6               | 12,2              | 3                     | 4,0                   | 10,6                  | [ 51 ] |
| 9         | 35     | 11 martie 2019    | luni, 20:00      | 3                 | 1 002             | 5,7               | 11,1              | 3                     | 3,8                   | 9,2                   | [ 52 ] |
| 9         | 36     | 12 martie 2019    | marți, 20:00     | -                 | -                 | -                 | -                 | -                     | -                     | -                     | -      |
| 10        | 37     | 16 martie 2019    | sâmbătă, 19:45   | 3                 | 1 058             | 6,0               | 12,8              | 3                     | 4,0                   | 11,6                  | [ 53 ] |
| 10        | 38     | 17 martie 2019    | duminică, 19:45  | 3                 | 998               | 5,6               | 10,7              | 3                     | 4,1                   | 10,0                  | [ 54 ] |
| 10        | 39     | 18 martie 2019    | luni, 19:45      | 3                 | 1 052             | 5,9               | 12,5              | 3                     | 4,1                   | 10,8                  | [ 55 ] |
| 10        | 40     | 19 martie 2019    | marți, 19:45     | -                 | -                 | -                 | -                 | -                     | -                     | -                     | -      |
| 11        | 41     | 23 martie 2019    | sâmbătă, 20:00   | -                 | -                 | -                 | -                 | -                     | -                     | -                     | -      |
| 11        | 42     | 24 martie 2019    | duminică, 20:00  | 3                 | 911               | 5,1               | 11,8              | 3                     | 3,9                   | 10,6                  | [ 56 ] |
| 11        | 43     | 25 martie 2019    | luni, 20:00      | -                 | -                 | -                 | -                 | -                     | -                     | -                     | -      |
| 11        | 44     | 26 martie 2019    | marți, 20:00     | -                 | -                 | -                 | -                 | -                     | -                     | -                     | -      |
| 12        | 45     | 30 martie 2019    | sâmbătă, 20:00   | 3                 | 1 030             | 5,8               | 12,5              | 3                     | 3,6                   | 10,4                  | [ 57 ] |
| 12        | 46     | 31 martie 2019    | duminică, 20:00  | 3                 | 896               | 5,1               | 10,4              | 4                     | 3,2                   | 8,9                   | [ 58 ] |
| 12        | 47     | 1 aprilie 2019    | luni, 20:00      | -                 | -                 | -                 | -                 | -                     | -                     | -                     | -      |
| 12        | 48     | 2 aprilie 2019    | marți, 20:00     | -                 | -                 | -                 | -                 | -                     | -                     | -                     | -      |
| 13        | 49     | 6 aprilie 2019    | sâmbătă, 20:00   | -                 | -                 | -                 | -                 | -                     | -                     | -                     | -      |
| 13        | 50     | 7 aprilie 2019    | duminică, 20:00  | 3                 | 1 019             | 5,8               | 11,3              | 3                     | 3,3                   | 7,9                   | [ 59 ] |
| 14        | 51     | 13 aprilie 2019   | sâmbătă, 20:00   | -                 | -                 | -                 | -                 | -                     | -                     | -                     | -      |
| 14        | 52     | 14 aprilie 2019   | duminică, 20:00  | 2                 | 1 035             | 5,8               | 11,8              | 4                     | 4,1                   | 9,6                   | [ 60 ] |
| 15        | 53     | 20 aprilie 2019   | sâmbătă, 20:00   | 3                 | 975               | 5,5               | 12,8              | 3                     | 3,8                   | 12,6                  | [ 61 ] |
| 15        | 54     | 21 aprilie 2019   | duminică, 20:00  | -                 | -                 | -                 | -                 | -                     | -                     | -                     | -      |
| 16        | 55     | 27 aprilie 2019   | sâmbătă, 20:00   | 3                 | 954               | 5,4               | 12,4              | 3                     | 2,4                   | 7,3                   | [ 62 ] |
| 16        | 56     | 28 aprilie 2019   | duminică, 20:00  | 2                 | 917               | 5,2               | 12,1              | 3                     | 2,1                   | 7,4                   | [ 63 ] |
| 17        | 57     | 4 mai 2019        | sâmbătă, 20:00   |                   |                   |                   |                   |                       |                       |                       |        |
| 17        | 58     | 5 mai 2019        | duminică, 20:00  |                   |                   |                   |                   |                       |                       |                       |        |